# Onocolus echinicaudus
Onocolus echinicaudus är en spindelart som beskrevs av Cândido Firmino de Mello-Leitão 1929. 
Onocolus echinicaudus ingår i släktet Onocolus och familjen krabbspindlar. Inga underarter finns listade i Catalogue of Life.